# WINNING RUN
「WINNING RUN」（ウイニング・ラン）は、光GENJIの14枚目のシングル。1991年8月30日（金曜日）にポニーキャニオンから発売。発売日当日は佐藤敦啓18歳の誕生日。

## 解説
表題曲「WINNING RUN」はアルバム『VICTORY』ではアレンジが異なるヴァージョンで制作しており、「ミュージックステーション」ではこのアルバム・ヴァージョンを『VICTORY VERSION』として披露したことがある。同年の『第42回NHK紅白歌合戦』もアルバム・ヴァージョンで歌唱。
大阪府に所在するMBSラジオのプロ野球中継では、1993年度より主に阪神タイガース戦で、阪神が適時打や本塁打による得点で攻撃を終えた直後のCM前に得点シーンの実況音源を再生しているが、その際に「WINNING RUN」シングル・ヴァージョンのイントロとアウトロをつなぎ合わせたものをBGMに使用している。
カップリング曲「熱帯夜」は後年の『光GENJI All Songs Request』に「WINNING RUN」と共に収録された。
本作よりCDシングルに「MINUS LEAD VOCAL KARAOKE」（メインパートを抜いたカラオケ・ヴァージョン）が収録されるようになった。

## 記録
売上枚数は、公称で14,6万枚。

## 収録曲
1. WINNING RUN
作詞：森浩美 作曲・編曲：馬飼野康二
2. 熱帯夜
作詞：高柳恋 作曲：鈴木キサブロー 編曲：米光亮
3. WINNING RUN（MINUS LEAD VOCAL KARAOKE）
4. 熱帯夜（MINUS LEAD VOCAL KARAOKE）